# Soroll de quantificació

Fig.1 Processos de la conversió A/D.

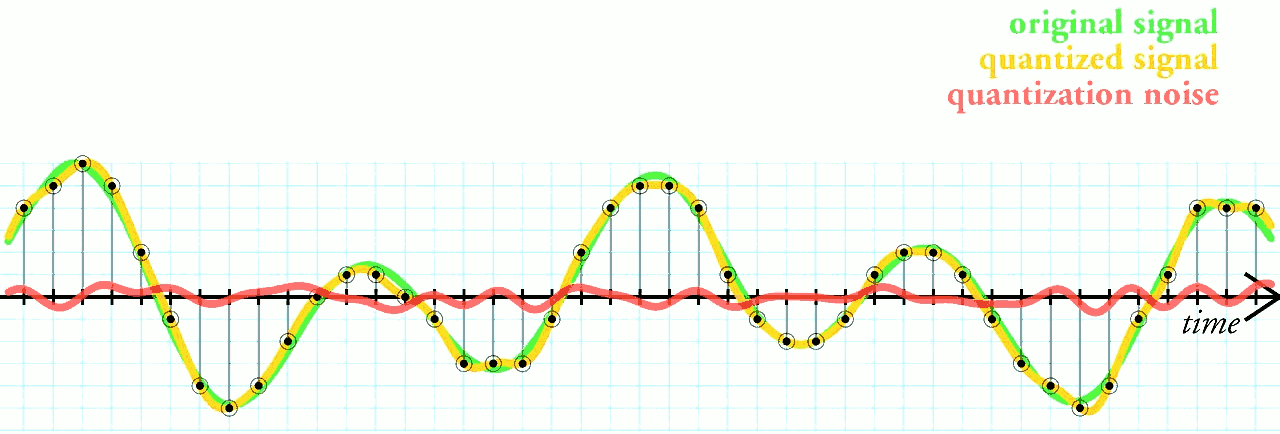
Fig.2 Procés de quantificació : en verd senyal original, en groc senyal quantificat i en vermell l'error

L'error de quantificació o soroll de quantificació és, en dinàmica de sistemes, el senyal en temps discret i amplitud contínua introduïda pel procés de quantificació (un dels processos que intervenen en la conversió analògica-digital, que segueix al de mostreig i precedeix el de codificació) i que resulta d'igualar els nivells de les mostres d'amplitud contínua als nivells de quantificació més propers. Un cop quantificades les mostres podran ser codificades, ja que sempre es podrà establir una correspondència biunívoca entre cada nivell de quantificació i en nombre sencer. Per al cas del quantificador ideal es tracta de l'únic error que introdueix el procés. El soroll és en general, en camps diversos, una interferència o error afegit normalment pel simple fet de quantificar en condicions reals, errors de càlcul inevitables, etc.

## Propietats de la quantificació
El procés de convertir un senyal en temps discret d'amplitud continua (això és, en el procés de mostreig el senyal s'ha dividit en el temps en un nombre finit de mostres, però el valor d'aquestes encara no ha sigut limitat en precisió) en un senyal discret en temps i amplitud (les seves dues dimensions), expressant cada mostra per mitjà d'una precisió finita i coneguda (en contraposició a una precisió infinita -en matemàtiques- o indeterminada -en física-) conseqüència de l'ajust a un nombre finit i determinat de nivells, es denomina quantificació.
La diferència que resulta restar el senyal d'entrada al de sortida és l'error de quantificació, això és, la mesura en què ha sigut necessari canviar el valor d'una mostra per igualar-lo al seu nivell de quantificació més pròxim. Aquesta diferència, entesa com una seqüència de mostres de temps discret, però d'amplitud continua (igual que el senyal d'entrada), pot ser interpretat en la pràctica com un senyal no desitjada al senyal original (motiu pel qual es denomina Soroll, encara que no sempre compleix-hi amb tots els criteris neccessàris per ser considerat així i no distorsió).
La pèrdua d'informació deguda al simple fet de la quantificació és el que s'anomena com a soroll o error de quantificació.
El mostreig d'un senyal com el seu nom indica és l'obtenció de mostres en determinats instants de temps d'un senyal. La majoria de senyals són de naturalesa contínua, és a dir, estan definits en tots els instants de temps.

## Model de soroll de quantificació
El soroll es produeix en l'etapa anomenada conversor analògic digital. Aquest soroll no és lineal ni uniformement distribuït entre −1/2 LSB and +1/2 LSB. Sigui un conversor analògic digital d'N bits, llavors la relació senyal/soroll SQNR és:
{\displaystyle SQNR\simeq 1,761+6,02N} en dB
Exemples:
| Font               | Bits | SQNR  |
| ------------------ | ---- | ----- |
| Àudio telefònic    | 8    | 50 dB |
| Àudio Compact Disc | 16   | 98 dB |